# Procureur des États-Unis

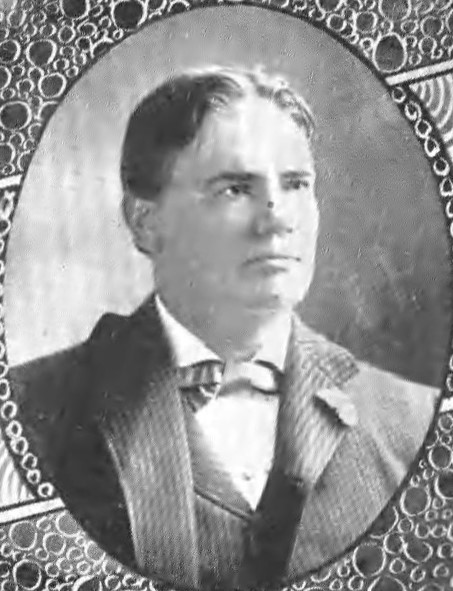
Général Robert A. Friedrich, procureur de district américain pour le territoire de l'Alaska

Le procureur des États-Unis (en anglais United States Attorney), couramment désigné comme procureur fédéral (federal prosecutor), représente le gouvernement fédéral dans les cours de district ou les cours d'appel fédérales. Il existe 93 procureurs fédéraux répartis sur l'ensemble des États-Unis et de ses territoires (Porto Rico, Guam, les îles Vierges, les Îles Mariannes du Nord). 
Chaque procureur fédéral est affecté à l'un des districts judiciaires (sauf Guam et les Mariannes du Nord qui n'ont qu'un procureur pour les deux districts), et est l'officier fédéral en chef chargé de faire respecter la loi dans sa juridiction, agissant suivant les règles du Manuel des attorneys des États-Unis (en).  

## Description
La fonction a été créée par le Judiciary Act (en) de 1789, qui créait également la fonction d'Attorney General, spécifiait la composition de la Cour suprême et établissait des cours inférieures, créant ainsi le système judiciaire fédéral américain. La fonction de procureur fédéral est ainsi antérieure à la création du département de la Justice des États-Unis.  
Les procureurs fédéraux sont nommés par le président des États-Unis pour un mandat de quatre ans et doivent être confirmés par le Sénat américain. Par la loi, chaque procureur peut être révoqué par le président. Le procureur général des États-Unis et son administration ont depuis 1986 l'autorité de pourvoir par intérim les postes vacants.
Le rôle du procureur est prépondérant dans le système judiciaire américain. Il définit les chefs d'accusation et contrôle le déroulement du processus grâce à son pouvoir discrétionnaire. Confronté à des faits similaires, il peut choisir des chefs d'accusation différents, donnant lieu à des peines différentes. Il peut également ne pas poursuivre un accusé s'il en va de l’intérêt général. Il est souvent reproché à la justice américaine de son montrer encline à la clémence envers les citoyens les plus riches.
Si l'accusé accepte de plaider coupable et de collaborer avec le procureur (en témoignant lors d'un autre procès par exemple), celui-ci peut réduire sa peine. L'accusé peut refuser les termes de l'accord proposés par le procureur et réclamer un procès mais s'expose alors à une peine plus lourde. Les accusés n'ont donc pas réellement le choix et plus de 95 % des condamnations résultent d'un accord plaider-coupable.
Les prérogatives considérables des procureurs américains donnent lieu à des pratiques qui choquent parfois les observateurs étrangers : conférences de presse incendiaires, surenchère dans la rigueur au cours des périodes électorales, concours sordides (comme dans le Tennessee, où le procureur le plus sévère remporte le « prix du marteau »). Les accusés sont exposés à des humiliations. Ils sont notamment systématiquement photographiés lors de leur arrestation. En dépit de la présomption d'innocence, ces photos peuvent ensuite être diffusées sur internet. Dans la plupart des États, les sites internet concernés peuvent réclamer de l'argent à l'accusé qui souhaiterait voir retirer ses photos.

## Patriot Actet scandale de la démission forcée des procureurs
L'une des mesures de la loi de 2005 prorogeant le USA PATRIOT Act prévoyait que les procureurs fédéraux nommés par intérim par le département de la Justice ne pouvaient demeurer en place plus de 120 jours, période au terme de laquelle ils étaient auparavant nécessairement remplacés par des procureurs nommés par le président. Cette nouvelle mesure renforçait effectivement le pouvoir de l'exécutif, les procureurs nommés par le président devant être confirmés par le Sénat, à la différence des procureurs intérimaires nommés par le département de la Justice. En décembre 2006, le procureur général des États-Unis Alberto Gonzales profita de ce nouveau pouvoir pour forcer à la démission sept procureurs, suscitant un scandale (en) concernant le manque de respect pour l'indépendance de la justice. Le scandale aboutit finalement à la démission de neuf membres importants de l'administration, dont Gonzales lui-même, en septembre 2007, et au vote de la loi Preserving United States Attorney Independence Act en juin 2007 qui annula ces dispositions dérogatoires.